# كريستيان سميث (عالم اجتماع)
كريستيان سميث (بالإنجليزية: Christian Smith)‏ هو عالم اجتماع أمريكي، ولد في 1960.

## وصلات خارجية
- الموقع الرسمي